# Onthophagus denticornis
Onthophagus denticornis är en skalbaggsart som beskrevs av Antoine Boucomont 1914. Onthophagus denticornis ingår i släktet Onthophagus och familjen bladhorningar. Inga underarter finns listade i Catalogue of Life.